# Knihovna Wuchanské univerzity
Knihovna Wuchanské univerzity (čínsky znaky zjednodušené 武汉大学图书馆, tradiční 武漢大學圖書館) je knihovní systém Wuchanské univerzity, který slouží studentům a učitelům univerzity. Má čtyři oddělení: Knihovnu umění a věd, Knihovnu inženýrství, Knihovnu informačních technologií a Lékařskou knihovnu. Sbírka knihovny k roku 2011 obsahovala asi 228 000 knih a periodik, 5 778 titulů novin, 6 767 000 tištěných svazků, 6 590 000 elektronických knih a elektronických časopisů, 442 databází a 200 tisíc titulů starých vázaných knih.

## Historie
Historie knihovny Wuchanské univerzity je spjata s historií univerzity. Předchůdcem Wuchanské univerzity byla škola C’-čchiang roku 1893 založená Čang Č’-tungem, tehdejším generálním guvernérem Chu-kuangu. Z ní po několika reorganizacích v roce 1913 vznikla Národní wuchanská vysoká škola s malou knihovnou. Knihovna se poprvé objevuje v oficiálních dokumentech v roce 1917. V roce 1927 knihovna změnila svůj název na Knihovnu Národní wuchanské univerzity. Zpočátku měla pouze jednoho pracovníka, asi 3 000 knih v cizích jazycích a malý počet čínských knih. V roce 1936 se sbírka knihovna rozrostla na 140 tisíc knih. V letech 1928 až 1936 postupně působili jako ředitelé knihovny Jang Ming-č’, Pchi Cung-š’ a Jang Tuan-liou. Stará budova knihovny na vrcholu hory Š’-c’ byla postavena v roce 1935..
Během druhé čínsko-japonské války se knihovna přestěhovala do Le-šanu v provincii S’-čchuan. Během bombardování Le-šanu 19. srpna 1939 a rabování knih Japonci 4. března 1940 bylo mnoho svazků ztraceno a fondy knihovny klesly na méně než 100 000 svazků. Poté se z knihovny stal depozitář knih, který knihy nepůjčoval. Když se knihovna po válce vrátila na vrch Luo-ťia, její sbírka vzrostla na 154 455 svazků.
Po válce knihovna obdržela velké dary od Spojeného království a Spojených států a rozšířila svou sbírku knih v cizích jazycích. V roce 1947 vytvořili někteří levicoví studenti novou knihovnu s názvem Knihovna 1. června ( 六一图书馆), jejíž sbírky byly po roce 1949 sloučeny s univerzitní knihovnou. V roce 2000 byla Knihovna Wuchanské univerzity a její okolní budovy zahrnuty do pěti tisíc významných národně chráněných historických a kulturních památek.
Univerzitní knihovna si velmi cení svých sbírek knih o geomatice; má největší světovou sbírku periodik o tomto vědeckém oboru, materiály z vědeckých setkání, četné mapy reliéfu a fotografie z dálkového průzkumu Země. Knihovna je proslulá zejména svou sbírkou zahraničních periodik, přičemž z více než 2700 globálních titulů periodik jsou nejcennější nejstarší svazky německého technického časopisu Zeitschrift für Vermessungswesen, od prvního svazku z roku 1873 do současnosti.

## Galerie

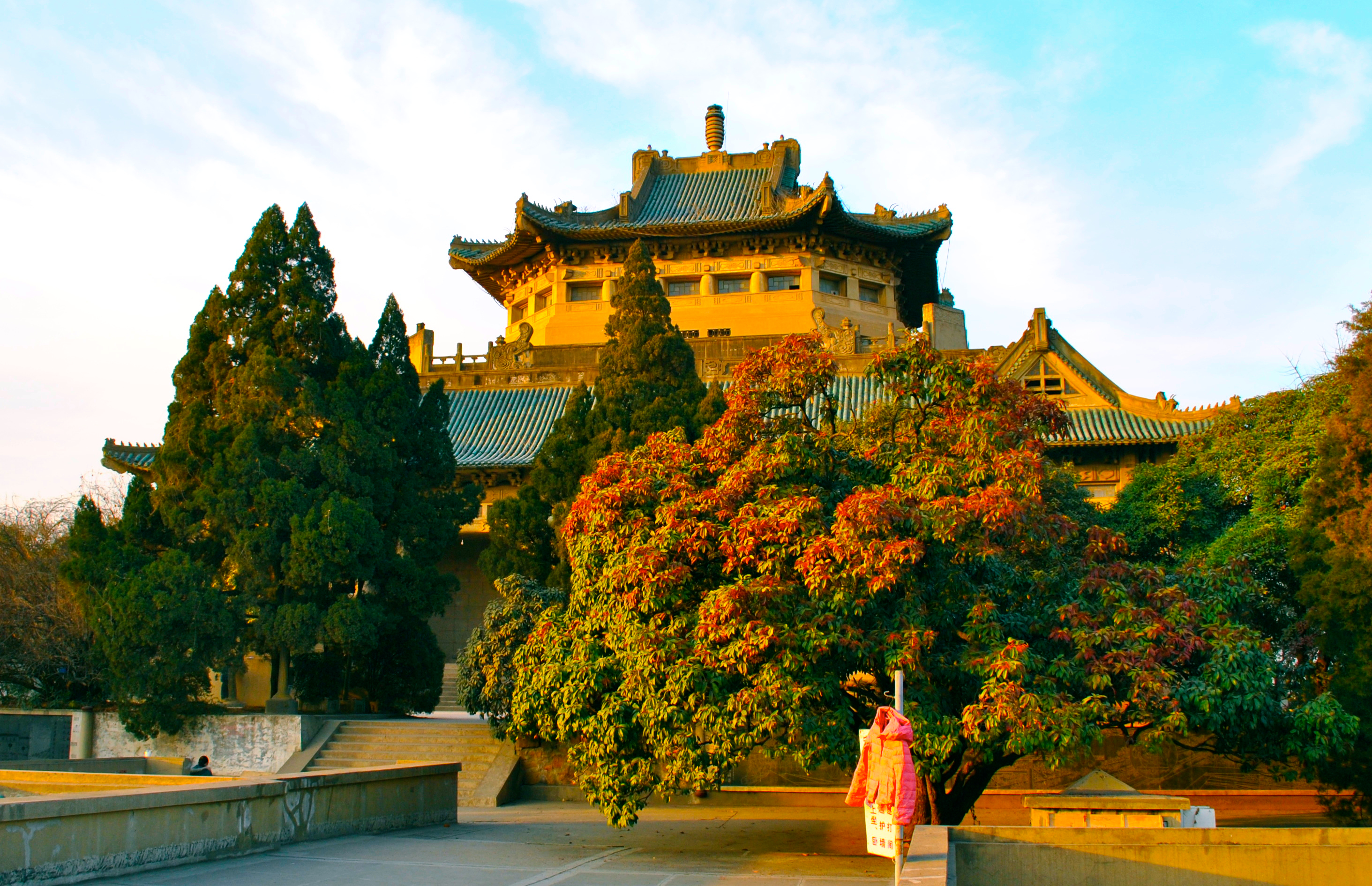
Stará budova
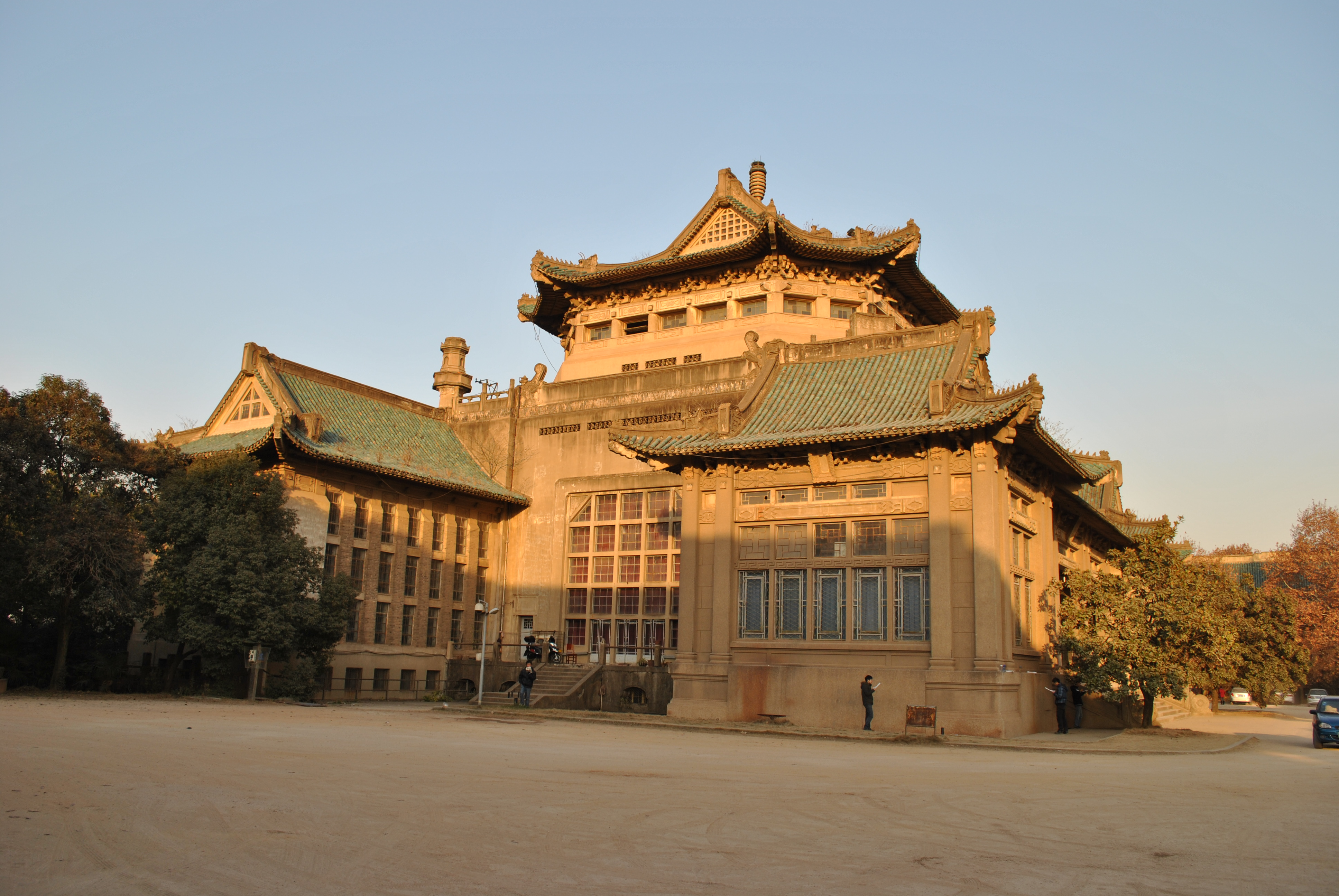
Stará budova
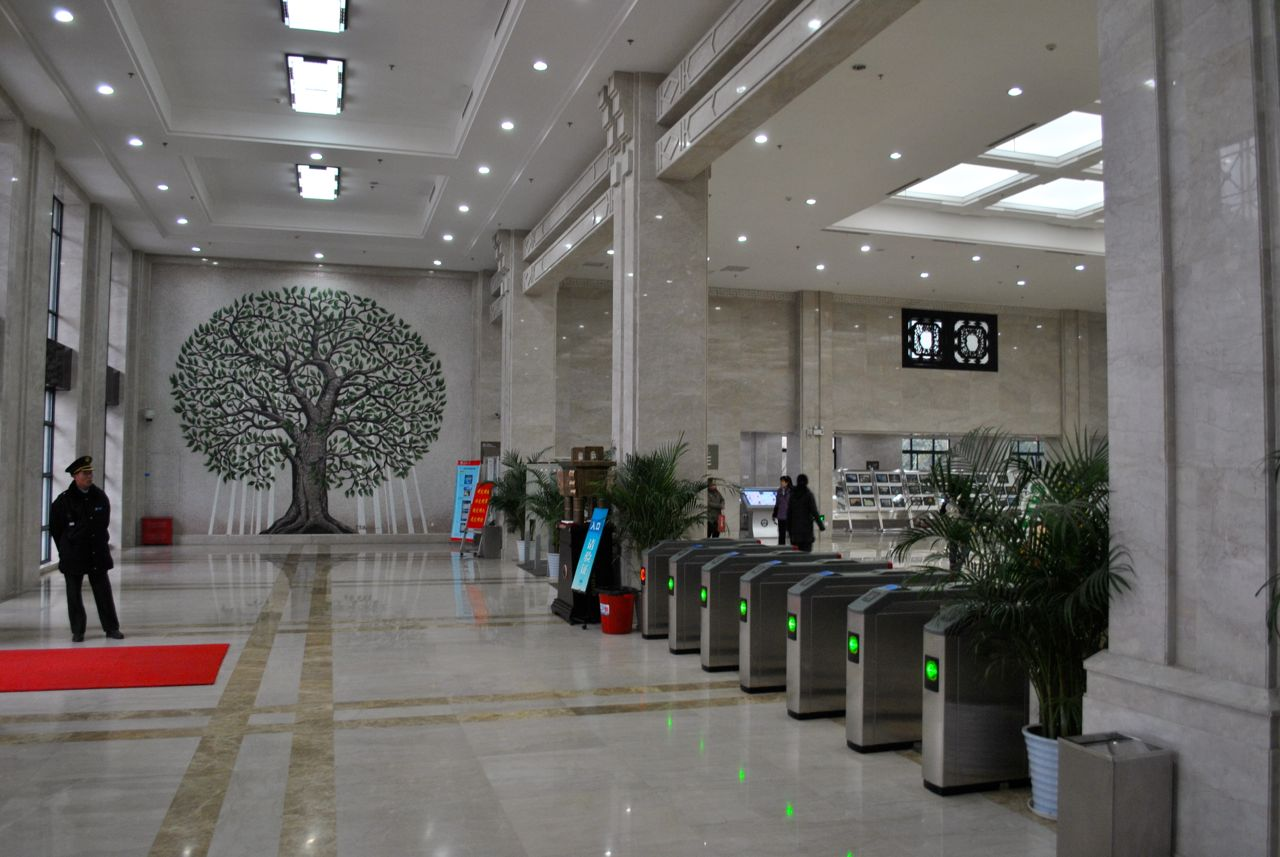
Nová budova
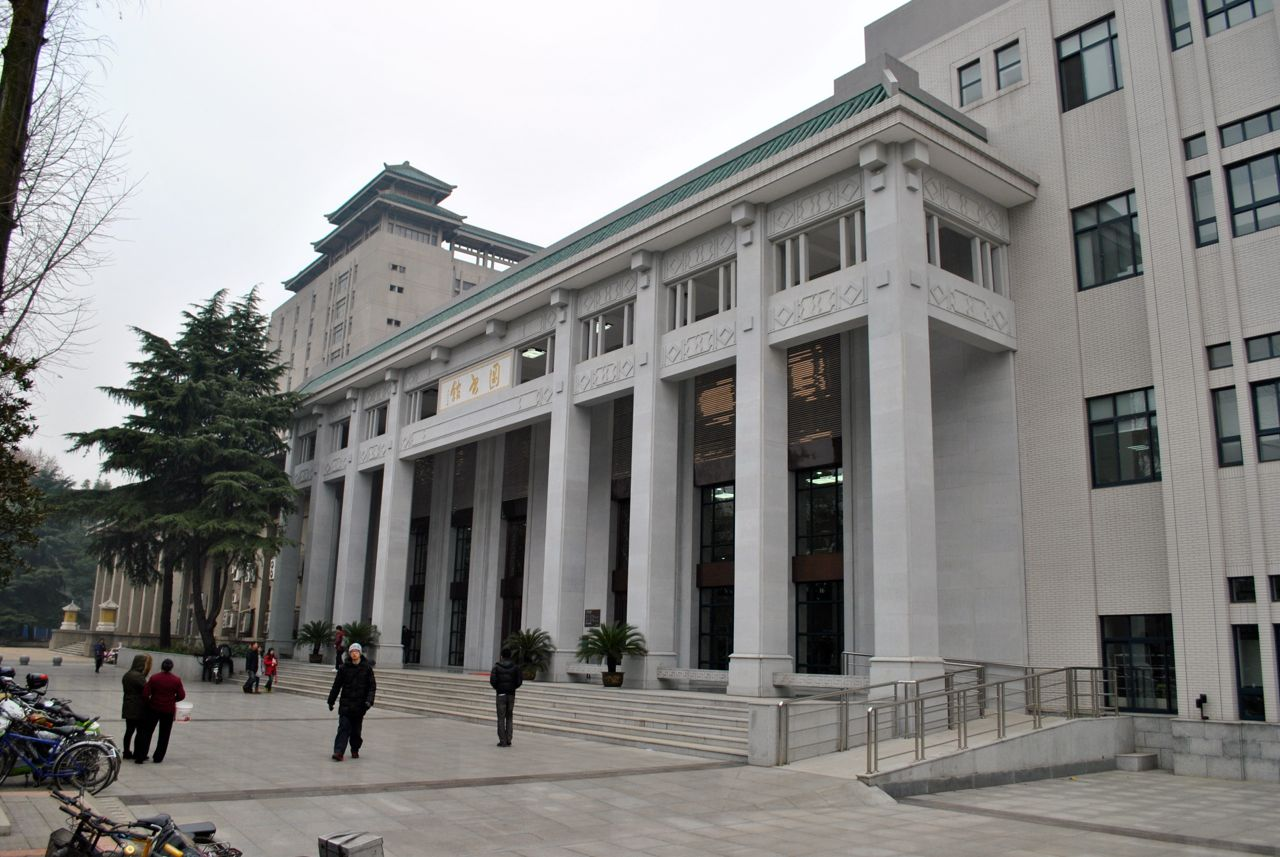
Nová budova
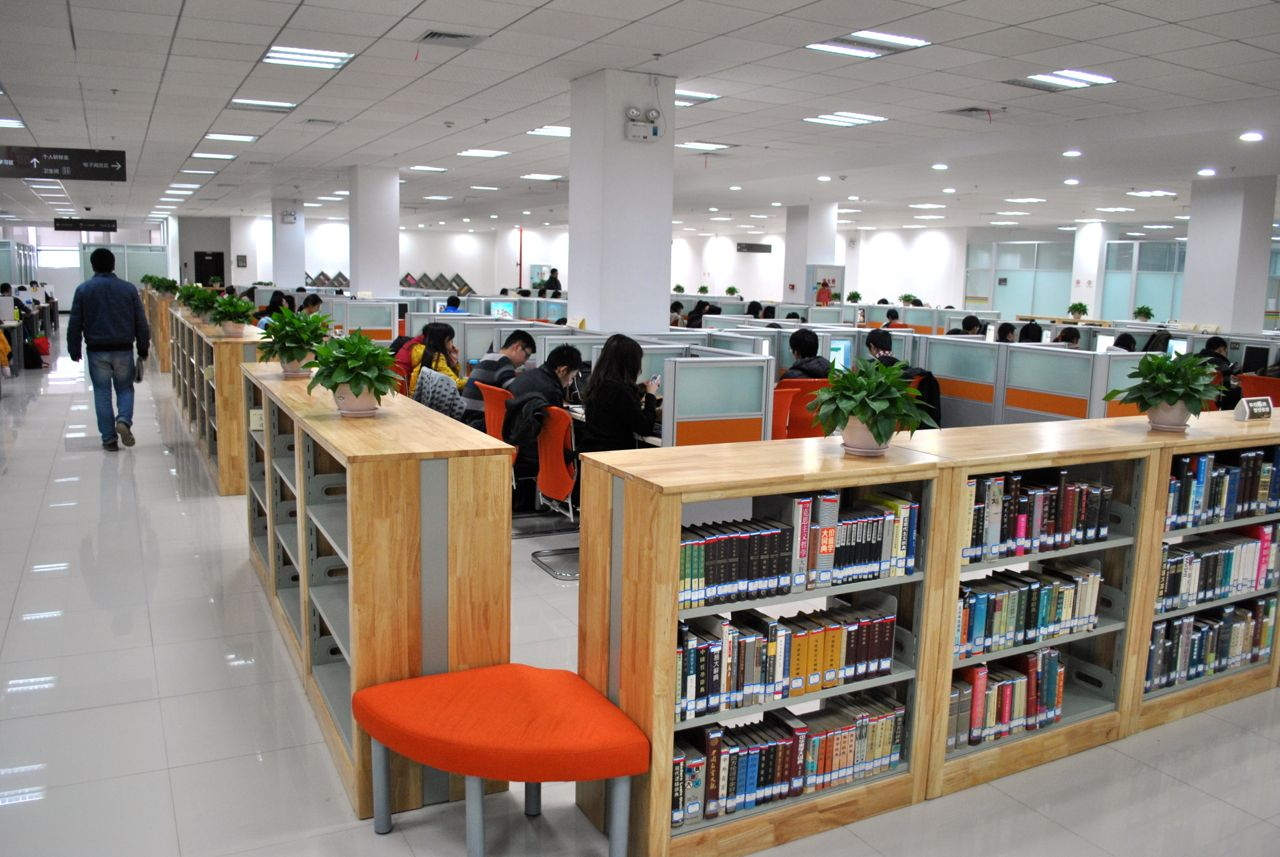
Nová budova
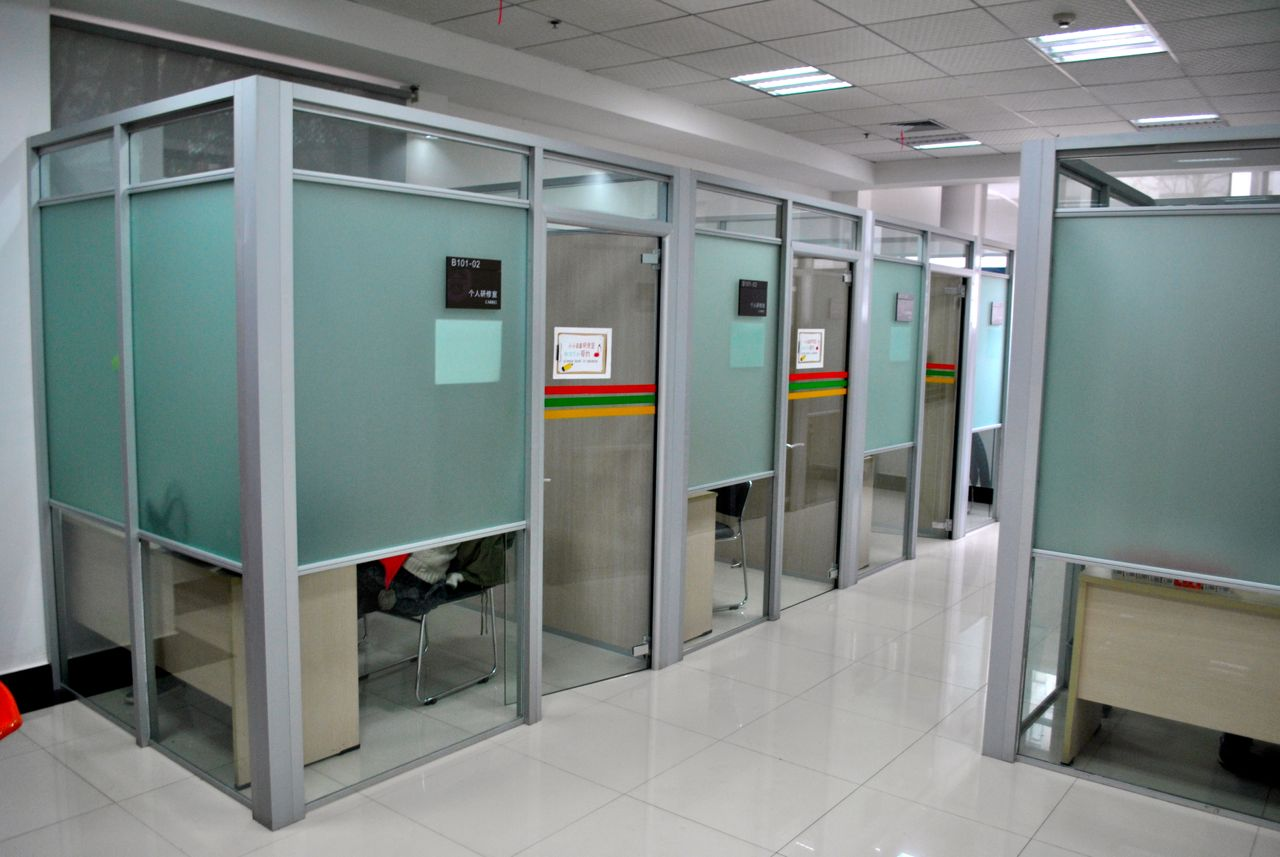
Nová budova